# Julie Smith
Julie Smith (10 mei 1968) is een Amerikaans voormalig softbalster en olympisch kampioene. Ze speelde softbal op de Texas A&M-universiteit. Op de Olympische Zomerspelen van 1996 won ze met het Amerikaanse team de gouden medaille.